# Тексас (линеен кораб, 1912)
Тексас (на английски: USS Texas (BB-35)) е линеен кораб на САЩ. Втори кораб от типа „Ню Йорк“. Кръстен е в чест на щата Тексас.

## История на службата
Корабът е спуснат на вода на 18 май 1912 г. и е предаден за експлоатация на 12 март 1914. Скоро след влизането си в строя, „Тексас“ взема участие в бойните действия в мексикански води след „инцидента в Тампико“ (на английски: Tampico Affair) и извършва многобройни патрулирания в Северно море по време на Първата световна война.
Когато САЩ се включват официално във Втората световна война през 1941 г., „Тексас“ съпровожда военните конвои през Атлантика, а по-късно обстрелва окупираните от страните на Оста плажове по време на кампанията в Северна Африка и десанта в Нормандия. В края на 1944 г., е прехвърлен в Тихоокеанския театър на военни действия за подсигуряване на огневата поддръжка по море по време на битките при Иво Джима и Окинава.
„Тексас“ е снет от експлоатация през 1948 г., като получава общо пет бойни звезди за служба по време на Втората световна война. Днес е кораб-музей, закотвен недалеч от Хюстън (в Хюстънския канал).
В допълнение към бойната си служба, „Тексас“ се използва също и като изпитателен полигон. Като такъв става първият американски линеен кораб с монтирани зенитни оръдия, контролирани чрез система за управление на огъня. От него е запуснат и самолет посредством турелна установка. Също така корабът е един от първите, получили сериен CXAM-радар. Впоследствие е обявен за национална историческа забележителност на САЩ.